# Charnockity

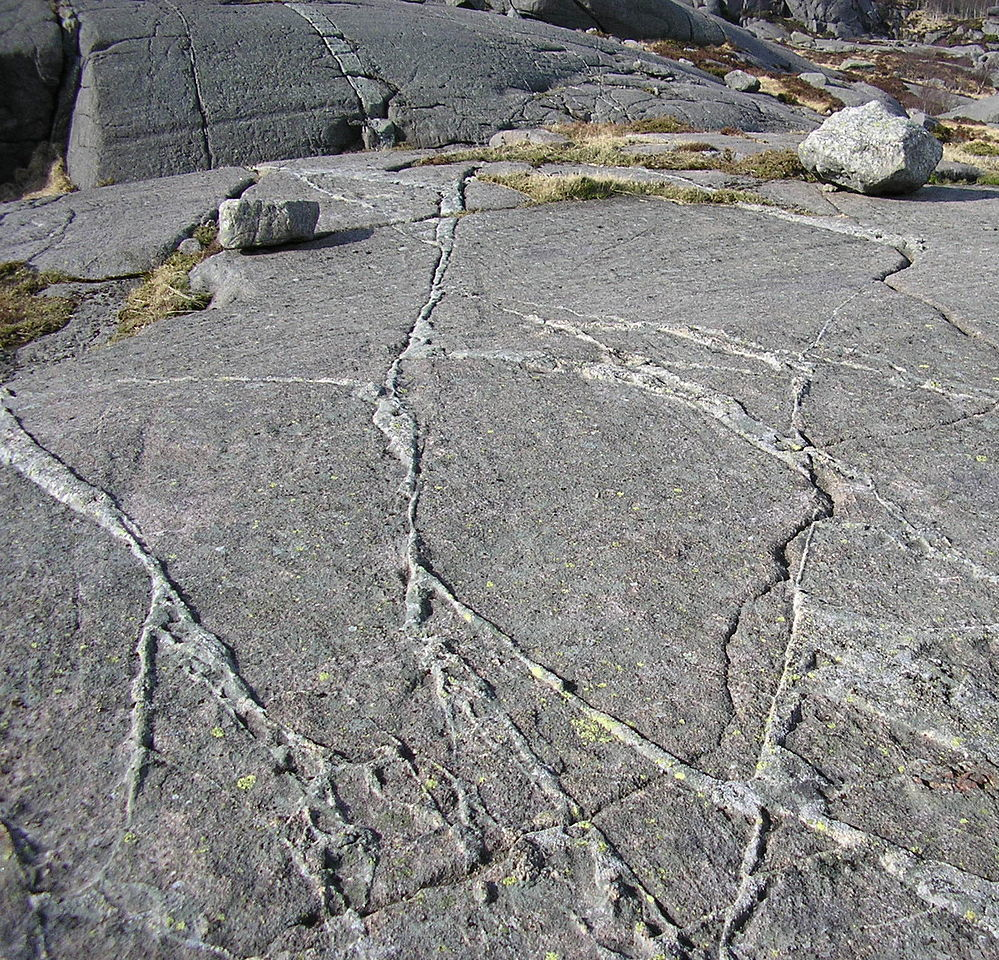
Dajki czarnokitowe w anortozycie (Norwegia)

Czarnokity (charnockity) – skały magmowe, których nazwa pochodzi od nagrobka (był użyty jako materiał do jego budowy) Joba Charnocka w Kalkucie.
Współwystępują najczęściej z anortozytem lub norytem. Niezależnie od genezy są skałami szarawymi, średnio lub gruboziarnistymi odznaczające się bezładną bądź tylko częściowo kierunkową (gnejsową) teksturą.

## Geneza
Pogląd co do genezy tych skał był podzielony przez lata na różne fronty wśród badaczy. 
- głębinowe (abisalne) kwaśne skały magmowe,
- skały metamorficzne powstałe w warunkach metamorfizmu regionalnego.
- skała metamorficzna przeobrażone poprzez metasomatozę jako produkt przeobrażenia głębinowych skał magmowych, gnejsów, granulitów, a także niektórych hornfelsów.

Dokładniejsze badania wykazały, iż skały grupy czarnokitu są „suchymi” maficznymi lub ultramaficznymi dyferencjatami magm anortozytowych.

## Cechy
Składa się przede wszystkim z kwarcu, plagioklazów (oligoklaz–labrador), skaleni potasowych, oraz piroksenów najczęściej reprezentowanych przez hipersten. Pobocznie w zależności od odmiany występują biotyt, hornblenda, granaty, salit. Jako minerały akcesoryczne występują magnetyt, tytanomagnetyt, apatyt, kordieryt, cyrkon, oraz monacyt.
Szczególną cechą pomocną w identyfikacji (z uwzględnieniem analizy pod mikroskopem petrograficznym jest całkowity brak minerałów zawierających wodę (amfibole), czyli występują tylko pirokseny, oraz wykształcenie pertytów, lub antypertytów w przypadku mangerytu i jotunitu.

## Systematyka

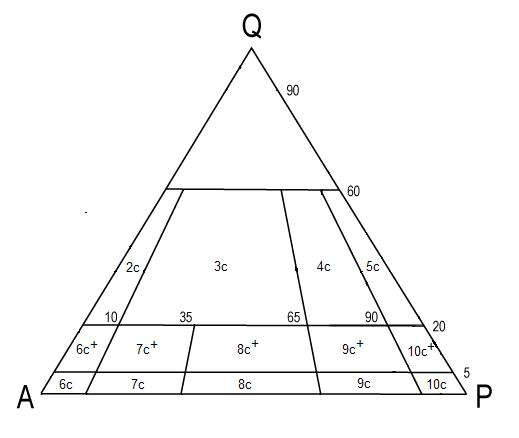
Trójkąt QAP dla skał czarnokitowych

- 2c - alkaliczno-skaleniowy czarnokit
- 3c - czarnokit
- 4c - opdalit
- 5c - enderbit
- 6c+ - hiperstenowo-kwarcowy alkaliczno skaleniowy sjenit
- 7c+ - hiperstenowy kwarcowy monzodioryt
- 8c+ - mangeryt
- 9c+ - hiperstenowy kwarcowy monzodioryt
- 10c+ - hiperstenowy kwarcowy dioryt
- 6c - hiperstenowy alkaliczno-skaleniowy sjenit
- 7c - hiperstenowy sjenit
- 8c - hiperstenowy monzonit (jeśli zawiera mezopertyt określa się go jako mangeryt)
- 9c - jotunit
- 10c - hiperstenowy dioryt

Mangeryt i Jotunit charakteryzują się ponadto wykształceniem antypertytów. Żadna skała z grupy czarnokitu nie ma swojego odpowiednika wylewnego.

## Występowanie
Należą do skał  rzadkich. W świecie czarnokity są szczególnie znane z Dekanu w Indiach (rejon Madrasu). Występują także na Sri Lance (skąd najczęściej jest eksportowany), Madagaskarze, Kongu, Nigerii, RPA, Australii, Rosji, Argentynie, Norwegii, Szwecji, Finlandii oraz na Ukrainie.
W Polsce zostały stwierdzone wierceniami w krystalicznym podłożu Suwalszczyzny.

## Zastosowanie
- Kamień budowlany, dekoracyjny, okładzinowy,
- Interesuje ponadto wielu naukowców i kolekcjonerów.

## Zdjęcia

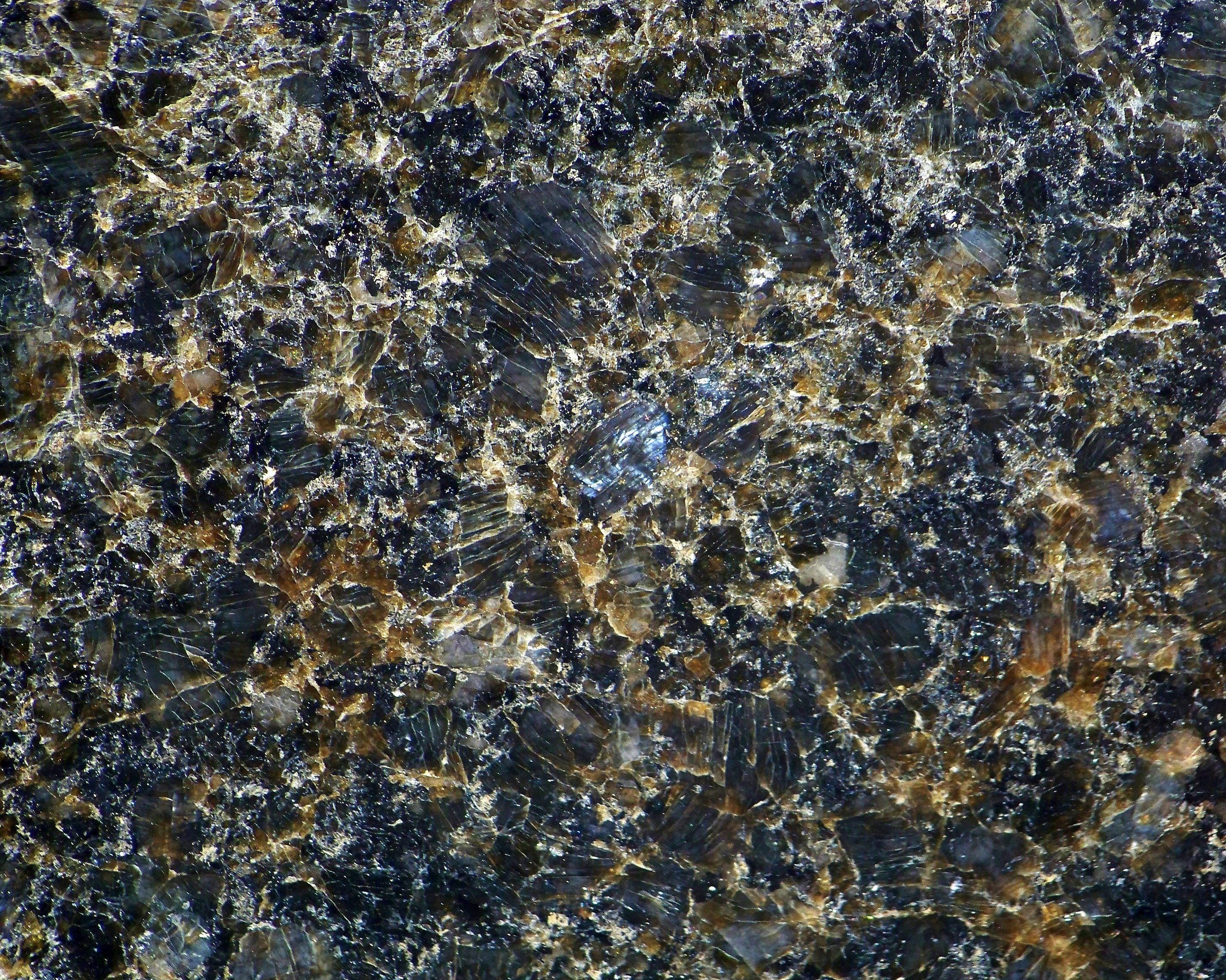
Czarnokit w formie zgładu jako płyta okładzinowa
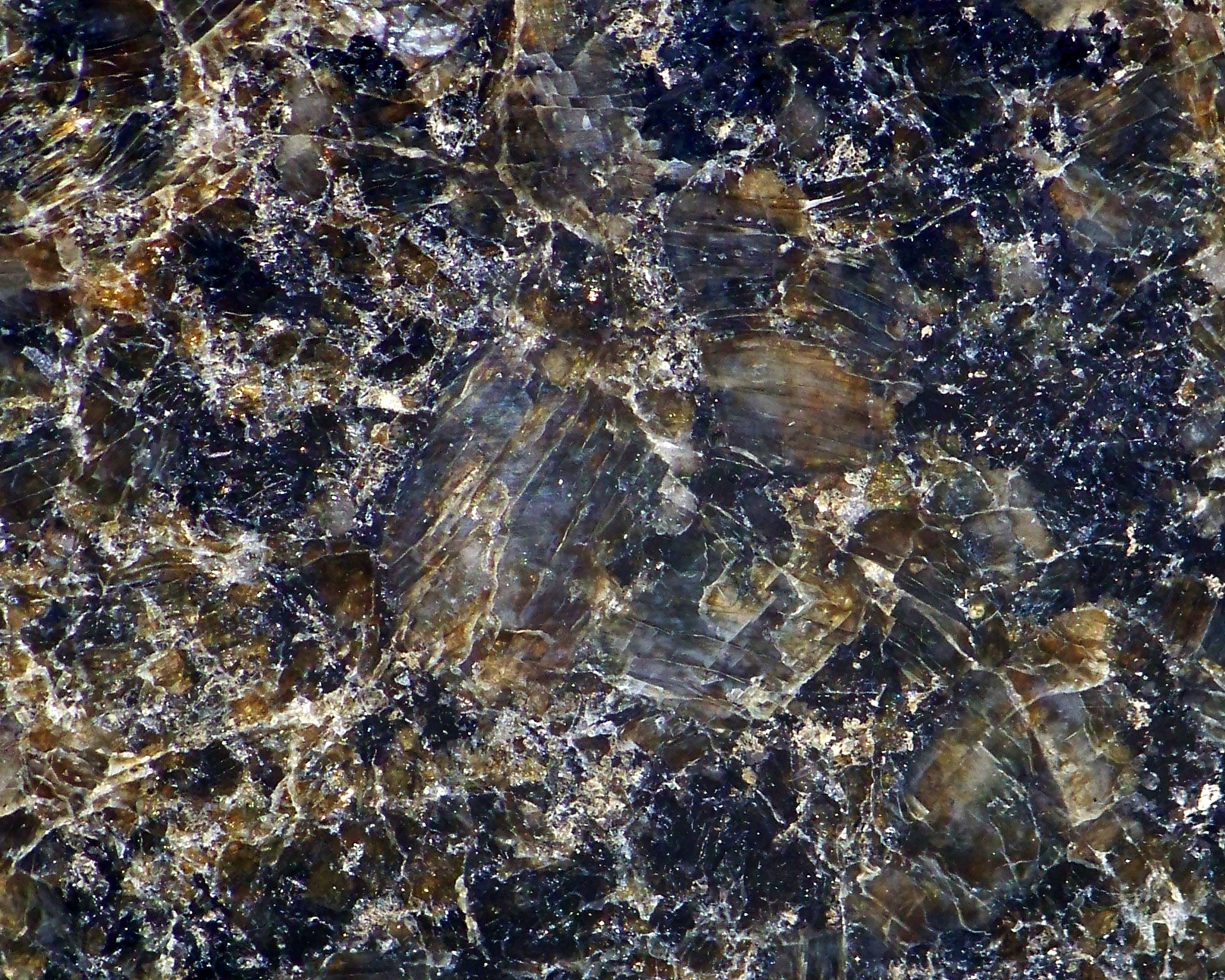
na jednym z Katowickich sklepów odzieżowych
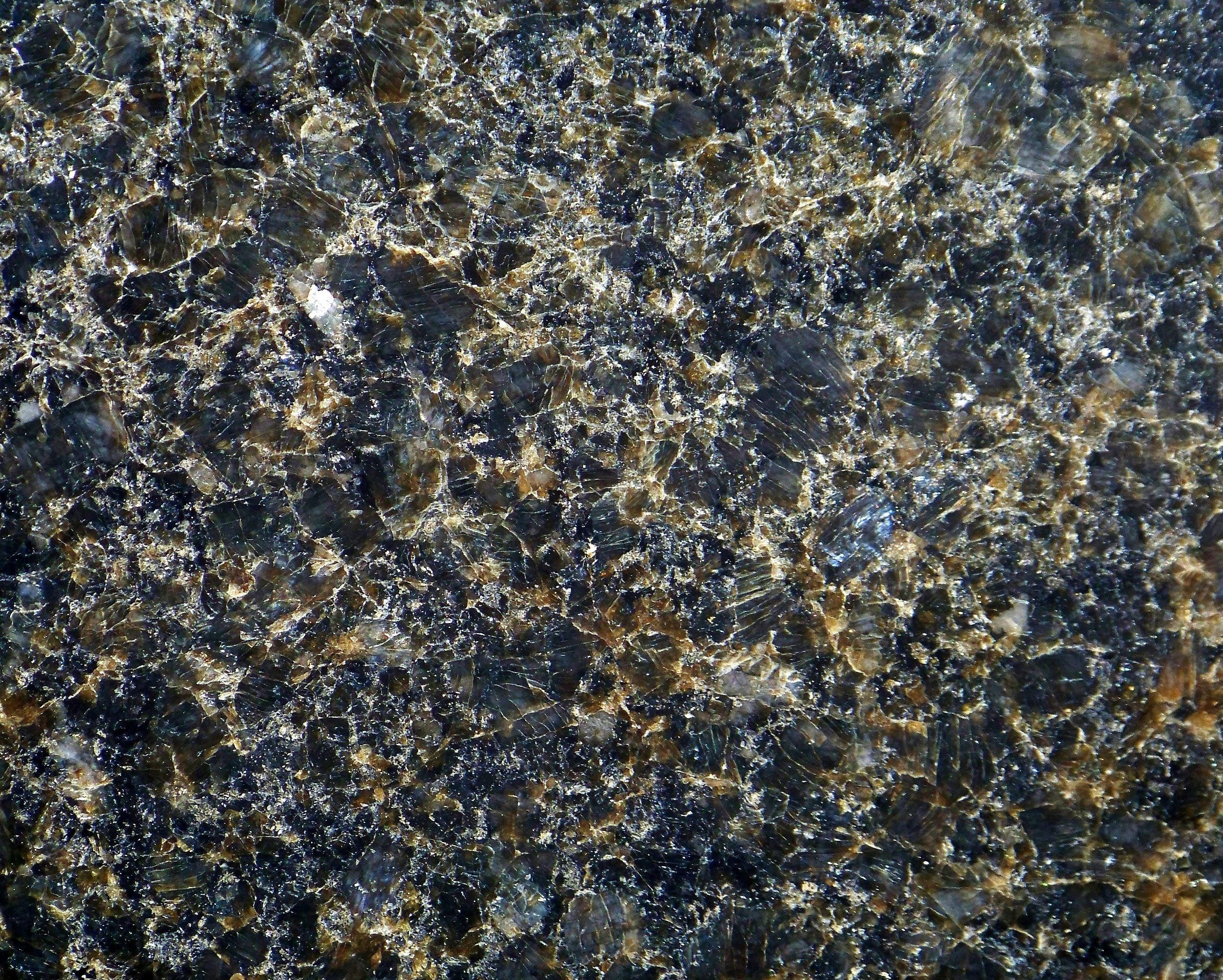
nieopodal Teatru Śląskiego im. Stanisława Wyspiańskiego